# Złatograd (gmina)
Złatograd (bułg. Община Златоград) – gmina w południowej Bułgarii, w obwodzie Smolan.

## Miejscowości
Miejscowości wchodzące w skład gminy Złatograd:
- Ałamowci (bułg.: Аламовци),
- Cacarowci (bułg.: Цацаровци),
- Dolen (bułg.: Долен),
- Erma reka (bułg.: Ерма река),
- Fabrika (bułg.: Фабрика),
- Kuszła (bułg.: Кушла),
- Presoka (bułg.: Пресока),
- Starcewo (bułg.: Старцево),
- Straszimir (bułg.: Страшимир),
- Złatograd (bułg.: Златоград) − siedziba gminy.